# Iridium(IV)-fluorid
Iridium(IV)-fluorid ist eine chemische Verbindung des Iridiums aus der Gruppe der Fluoride.

## Gewinnung und Darstellung
Iridium(IV)-fluorid kann durch Reaktion von Iridium(VI)-fluorid mit Schwefel, Metallen oder anderer Halogene gewonnen werden.

## Eigenschaften
Iridium(IV)-fluorid ist ein roter Feststoff. An feuchter Luft zersetzt es sich unter Aufblähen und Rotfärbung. In Wasser hydrolysiert es augenblicklich unter starker Wärmeentwicklung und Bildung von Iridium(IV)-oxid-Dihydrat und Fluorwasserstoff. Durch Reduktionsmittel wird es beim Erhitzen zu niederen Fluoriden reduziert. Er besitzt eine orthorhombische Kristallstruktur mit der Raumgruppe Fdd2 (Raumgruppen-Nr. 43) und ist paramagnetisch.